# Google Nexus S
Google Nexus S este al doilea smartphone din seria Nexus proiectat de Google. Telefonul este asamblat de compania sud coreană Samsung. Lansarea pe piața din SUA a avut loc la 16 decembrie 2010. Acesta a fost primul smartphone ce lucra pe sistemul de operare Android 2.3 Gingerbread și primul dispozitiv ce folosea tehnologia Near Field Communication (NFC) atât la nivel de soft cât și de hard. Acest smartphone este a treia tentativă a celor de la Google de a produce propriul telefon, primele 2 au fost modelele G1 și Nexus One, ambele produse în colaborare cu HTC. Succesorul acestui smartphone este o continuare a seriei Nexus, Google Nexus Galaxy la fel produs în colaborare cu Samsung. 
Smartphonul Google Nexus S a fost lansat în 3 variante diferite pentru diverse pieți de desfacere: GT-I9020 (cu ecran Super AMOLED), GT-I9023 (cu ecran Super Clear LCD) și SPH-D720 (cu suport a tehnologiei WiMAX).
19 decembrie 2011 compania Google a lansat sistemul de operare  Android 4.0 «Ice Cream Sandwich» pentru Nexus S.
14 noiembrie 2012 Google a declarat că sistemul de operare a telefonului nu va fi actualizat la versiunea 4.2 și va rămâne la versiunea Android 4.1.2 «Jelly Bean».

## Aspectul fizic
Pe partea frontală a telefonului e situat un ecran de 4 inci de formă concavă. Dispozitivul nu dispune de Trackball sau Joystick, locul acestora îl ocupă patru butoane de navigare cu senzor. Pe partea frontală mai este amplasată o cameră video VGA, pe spate se află camera de bază de 5 MP cu blitz.

## Caracteristici tehnice
Google Nexus S lucrează pe baza sistemului de operare Android, el a fost primul smartphone ce folosea Android 2.3 Gingerbread și al doilea după Google Nexus Galaxy ce folosește noul sistem de operare Android 4.0 Ice Cream Sandwich. Dispozitivul nu suportă micro SD dar are 16 GB memorie internă și procesor ARM Cortex A8 Hummingbird de 1 GHz.
Nexus S poate lucra în rețelele GSM și UMTS, este dotat cu module Wi-Fi, Bluetooth 2.1 și GPS cu suportare A-GPS. Dispozitivul de asemeni suportă tehnologia legăturii fără fir NFC, ce permite folosirea smartphonului pentru plata facturilor etc.

## Nume
Inițial modelul era planificat să se numească «Nexus Two» deoarece este al doilea smartphone din seria Nexus de la Google, însă Samsung a spus că nu-i place să fie pe poziția a doua. După un șir de negocieri telefonul a primit litera S care seamănă cu un 2 întors.

## Variante
Vezi
| Model                  | Diferențe notabile                          |
| ---------------------- | ------------------------------------------- |
| GT-I9020 sau GT-I9020T | 900 / 1700 / 2100 MHz UMTS, Super AMOLED    |
| GT-I9020A              | 850 / 1900 / 2100 MHz UMTS, Super AMOLED    |
| GT-I9023               | 900 / 1700 / 2100 MHz UMTS, Super Clear LCD |
| SPH-D720               | CDMA2000, 4G WiMAX, Super AMOLED            |
| SHW-M200               | 900 / 1700 / 2100 MHz UMTS, Super AMOLED    |

## Legături externe
http://www.google.com/nexus/s/